# Octavian Bucătaru
Octavian Ion Bucătaru (n. 2 noiembrie 1982) este un fotbalist român retras din activitate.
A evoluat în prima ligă românească la Oțelul Galați și la FC Brașov, și în prima ligă moldovenească la Zimbru Chișinău.

## Legături externe
- {{Soccerway}} șablonul lipsește ID-ul și nu este prezent în Wikidata.
- Octavian Bucătaru pe transfermarkt.de
- Octavian Bucătaru la romaniansoccer

1. ↑  Octavian Bucataru, Transfermarkt, accesat în 9 octombrie 2017